# Students for Liberty
 (octobre 2024).

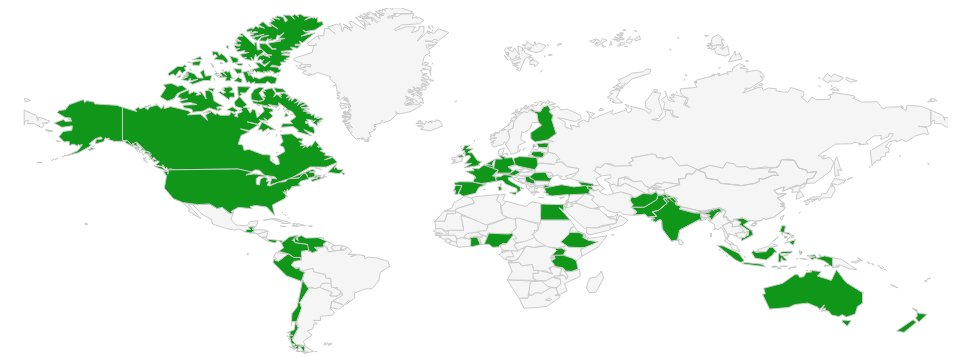
Implantation du réseau Students for Liberty fin 2011.

Students for Liberty (SFL, littéralement « Étudiants pour la liberté ») est une organisation internationale à but non lucratif aidant les étudiants libéraux à militer pour leurs idées, notamment aux abords de leurs établissements d'enseignement (universités, etc.).
Elle organise des sessions de formation en ligne (en leadership et en philosophie politique) et des conférences. En outre, certaines branches locales sont remarquées dans la presse pour leurs campagnes de propagande, leurs manifestations ou encore leurs tribunes.
Liée financièrement à diverses fondations de la famille Koch, SFL fait partie du réseau libertarien international Atlas Network.

## Objectif
SFL aide les étudiants à développer le militantisme libéral dans les établissements d'enseignement supérieur.
Ce soutien se traduit par des initiatives d'éducation et de formation, dont l'objectif est d'enseigner les grands principes du libéralisme aux étudiants désireux de travailler pour l'organisation ; en outre, le think tank cherche à développer des compétences en matière de leadership et de management afin de former des leaders étudiants.
Outre l'éducation politique et la formation au leadership, SFL offre des ressources financières et organisationnelles, des plateformes en ligne et des connexions au sein des réseaux de think tanks néolibéraux. De nombreux événements organisés par SFL et le réseau Atlas visent également à mettre en relation des think tanks néolibéraux et conservateurs ou des groupes d'étudiants avec des entrepreneurs désireux de les financer.

## Création

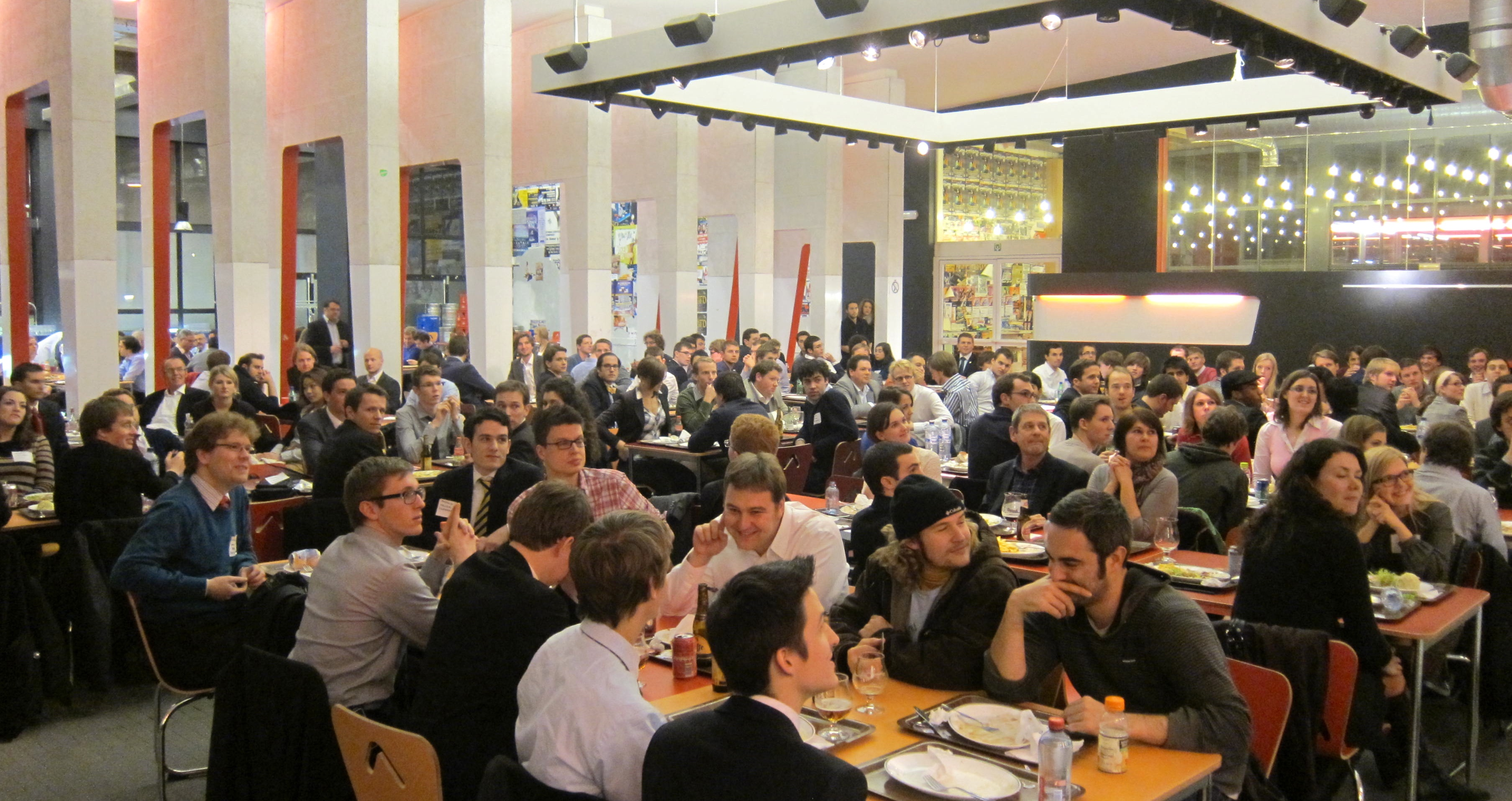
Première conférence européenne de Students for Liberty, en 2011, à l'Université catholique de Louvain.

Students for Liberty est créé en 2008 par un bénéficiaire d'une bourse d'études de l'Institute for Humane Studies, une des fondations de la famille Koch, dans un contexte d'engouement libertarien chez les jeunes pour la candidature de Ron Paul à l'élection présidentielle américaine de 2008.

## Actions

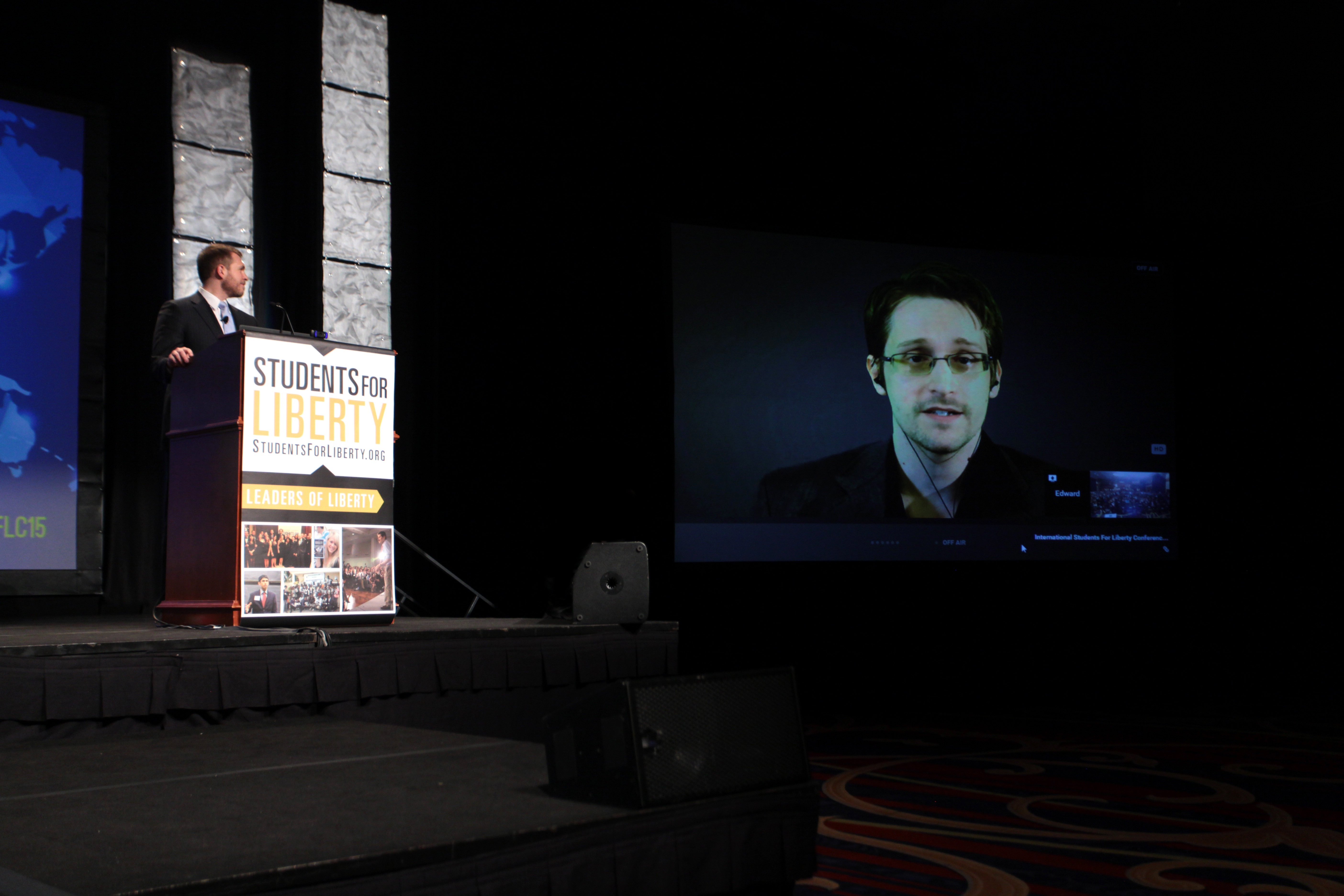
Edward Snowden (en visioconférence) à la conférence internationale de SFL à Washington en 2015.

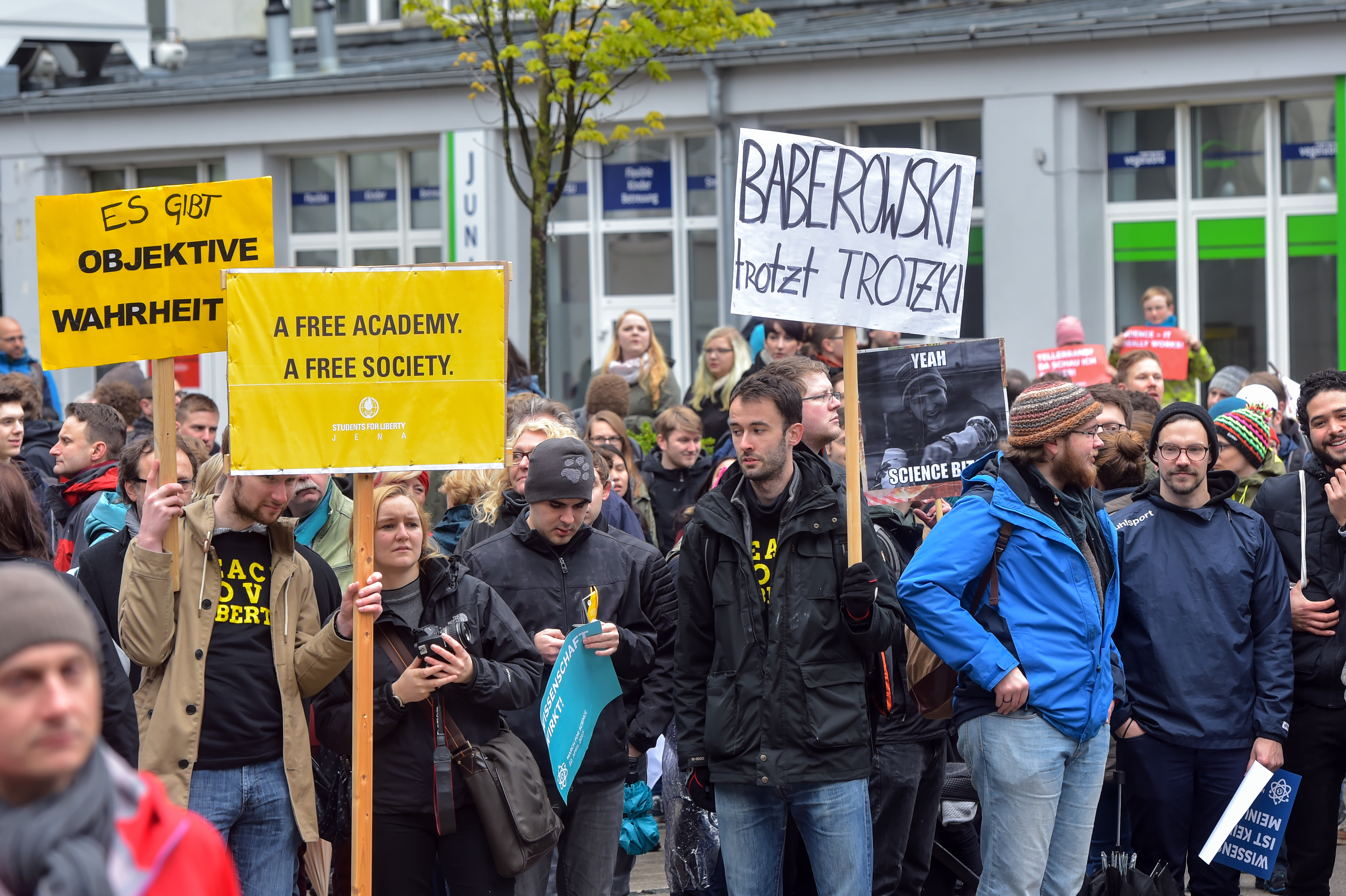
SFL Allemagne à la Marche pour les sciences d'Iéna en 2017.

En septembre 2014, l'organisation lance une campagne pour mettre fin à la guerre contre la drogue dans le monde. Elle publie des vidéos, des infographies et d'autres documents en dix-huit langues en Amérique du Nord, en Europe, en Amérique latine et en Afrique, expliquant que la prohibition des drogues entraîne une série de conséquences inattendues.
Au Brésil, la branche locale de SFL, créée en 2012, contribue activement à la destitution de la présidente Dilma Rousseff en 2016. Certains manifestants anti-Rousseff sont formés par Students for Liberty.
En 2016, la branche canadienne de SFL milite contre le projet du gouvernement Justin Trudeau d'obliger les fabricants de tabac à utiliser des emballages neutres pour leurs produits.
En 2017, la branche de l'université de León (Espagne) remet un « prix Alexis de Tocqueville ».
Dans les années 2010, la branche française investit des think tanks comme l'institut Sapiens ou GenerationLibre et publie des tribunes dans la presse, notamment Le Figaro et Le Point. En 2019, son coordinateur et son secrétaire général s'opposent aux propositions de la Convention citoyenne pour le climat.

## Financement
Students for Liberty fait partie du réseau libertarien international Atlas Network,.
En 2016, l'organisation affiche un budget de 4 millions de dollars. En 2024, son revenu s'élève à 5,11 millions de dollars.
De 2009 à 2023, SFL reçoit plus d'un million de dollars de la part de diverses fondations de la famille Koch,,. Entre 2017 et 2019, elle reçoit également des dons de plus de 100 000 dollars de la part de l'Atlas Network. Elle reçoit enfin un don unique de 10 000 dollars du Cato Institute,.
SFL est lié au Consumer Choice Center (CCC), une organisation de lobbying en faveur du libre choix des consommateurs, qui s'oppose notamment aux restrictions sur la vente de tabac et de cigarette électronique en raison des motivations libérales de l'organisation,.